# Колофон (библиография)
Вижте пояснителната страница за други значения на Колофон.
Колофон в библиографията е термин, обозначаващ страница с данни за книгата. В него се посочват заглавието на книгата, имената на автора и преводача, издателство, град и година на печат, пореден номер на изданието, ISBN или еквивалент, печатница, както и друга релевантна информация.
В ръкописните и старопечатни книги, в съвременни руски издания и български издания до 1989 г., колофонът е на последната страница на книгата. В западноевропейската практика текстът е поставен в началото на книгата, обикновено след титулната страница. В съвременните български издания колофонът се поставя все по-често в началото на книгата.
Колофон е библиографско каре в старопечатни книги, в които се дава името на автора, печатаря или издателя, датата и мястото на издаването и други данни.